# Paryż-Nicea 2020
Paryż-Nicea 2020 – 78. edycja wyścigu kolarskiego Paryż-Nicea, która odbyła się w dniach 8-14 marca 2020.  Wyścig ten zaliczany był do UCI World Tour 2020.
Wyścig Paryż-Nicea odbył się mimo protestów ze strony części środowiska kolarskiego wynikających z rozwoju pandemii COVID-19 we Francji. Z tego powodu jeszcze przed startem z imprezy wycofało się kilka drużyn UCI WorldTeams (zobligowanych, pod karą finansową, do startu we wszystkich imprezach z cyklu UCI World Tour), między innymi Team Ineos, Mitchelton-Scott i CCC Team. Już w trakcie rywalizacji w całości z dalszego udziału wycofały się grupy Bahrain McLaren i Israel Start-Up Nation. Ostatecznie Paryż-Nicea 2020 rozegrano niemal w całości – ASO i UCI podjęły jedynie decyzję o odwołaniu ostatniego, 8. etapu. W klasyfikacji generalnej sklasyfikowano jednak tylko 61 kolarzy, podczas gdy rok wcześniej wyścig ukończyło 118 zawodników.
Wyścig był ostatnim przeprowadzonym w ramach UCI World Tour 2020 przed kilkumiesięczną przerwą w zmaganiach. Ze względu na pandemię COVID-19 Międzynarodowa Unia Kolarska w marcu 2020, już po zakończeniu Paryż-Nicea 2020, zawiesiła zawodowy sezon kolarski, w związku z czym kalendarz wyścigów uległ zmianie, a kolarze do rywalizacji w ramach UCI World Tour 2020 powrócili dopiero w sierpniu 2020.

## Etapy
| Etap | Data   | Start – Meta                                | type                       | Dystans (km) | Zwycięzca etapu       | Lider                 |
| ---- | ------ | ------------------------------------------- | -------------------------- | ------------ | --------------------- | --------------------- |
| 1    | 8 mar  | Plaisir – Plaisir                           | pagórkowaty                | 154          | Maximilian Schachmann | Maximilian Schachmann |
| 2    | 9 mar  | Chevreuse – Châlette-sur-Loing              | płaski                     | 166,5        | Giacomo Nizzolo       | Maximilian Schachmann |
| 3    | 10 mar | Châlette-sur-Loing – La Châtre              | płaski                     | 212,5        | Iván García Cortina   | Maximilian Schachmann |
| 4    | 11 mar | Saint-Amand-Montrond – Saint-Amand-Montrond | jazda indywidualna na czas | 15,1         | Søren Kragh Andersen  | Maximilian Schachmann |
| 5    | 12 mar | Gannat – La Côte-Saint-André                | płaski                     | 227          | Niccolò Bonifazio     | Maximilian Schachmann |
| 6    | 13 mar | Sorgues – Apt                               | górzysty                   | 160,5        | Tiesj Benoot          | Maximilian Schachmann |
| 7    | 14 mar | Nicea – Valdeblore                          | górski                     | 166,5        | Nairo Quintana        | Maximilian Schachmann |
| 8    | 15 mar | Nicea – Nicea                               | górski                     | 113,5        | etap anulowany        | etap anulowany        |

## Uczestnicy

### Drużyny
| WorldTeams (12)- AG2R La Mondiale - Bahrain McLaren - Bora-Hansgrohe - Cofidis - Deceuninck-Quick Step - EF Pro Cycling - Groupama-FDJ - Israel Start-Up Nation - Lotto Soudal - NTT Pro Cycling - Team Sunweb - Trek-Segafredo ProTeams (5)- Total Direct Énergie - Arkéa-Samsic - Nippo Delko One Provence - B&B Hotels-Vital Concept p/b KTM - Circus-Wanty Gobert |
| |

### Lista startowa
| Trek-Segafredo TFS | Trek-Segafredo TFS          | Trek-Segafredo TFS |
| ------------------ | --------------------------- | ------------------ |
| Nr                 | Kolarz                      | Miejsce            |
| 1                  | Richie Porte (AUS)          | 41.                |
| 2                  | Mads Pedersen (DEN) (szosa) | DNS-7              |
| 3                  | Kenny Elissonde (FRA)       | 35.                |
| 4                  | Alex Kirsch (LUX)           | DNS-7              |
| 5                  | Ryan Mullen (IRL)           | DNF-6              |
| 6                  | Vincenzo Nibali (ITA)       | 4.                 |
| 7                  | Jasper Stuyven (BEL)        | 13.                |
| 8                  | Edward Theuns (BEL)         | 53.                |

| Arkéa-Samsic ARK | Arkéa-Samsic ARK             | Arkéa-Samsic ARK |
| ---------------- | ---------------------------- | ---------------- |
| Nr               | Kolarz                       | Miejsce          |
| 11               | Nairo Quintana (COL)         | 6.               |
| 12               | Winner Anacona (COL)         | 32.              |
| 13               | Warren Barguil (FRA) (szosa) | DSQ-1            |
| 14               | Nacer Bouhanni (FRA)         | DNS-7            |
| 15               | Daniel McLay (GBR)           | DNS-7            |
| 16               | Dayer Quintana (COL)         | 51.              |
| 17               | Diego Rosa (ITA)             | DNF-5            |
| 18               | Connor Swift (GBR)           | 43.              |

| Groupama-FDJ GFC | Groupama-FDJ GFC         | Groupama-FDJ GFC |
| ---------------- | ------------------------ | ---------------- |
| Nr               | Kolarz                   | Miejsce          |
| 21               | Thibaut Pinot (FRA)      | 5.               |
| 22               | Antoine Duchesne (CAN)   | 46.              |
| 23               | Stefan Küng (SUI)        | 29.              |
| 24               | Matthieu Ladagnous (FRA) | 39.              |
| 25               | Olivier Le Gac (FRA)     | 18.              |
| 26               | Tobias Ludvigsson (SWE)  | DNS-7            |
| 27               | Rudy Molard (FRA)        | 7.               |
| 28               | Marc Sarreau (FRA)       | DNS-7            |

| Bora-Hansgrohe BOH | Bora-Hansgrohe BOH                  | Bora-Hansgrohe BOH |
| ------------------ | ----------------------------------- | ------------------ |
| Nr                 | Kolarz                              | Miejsce            |
| 31                 | Peter Sagan (SVK)                   | DNS-7              |
| 32                 | Pascal Ackermann (GER)              | DNF-5              |
| 33                 | Jean-Pierre Drucker (LUX)           | DNF-6              |
| 34                 | Felix Großschartner (AUT)           | 9.                 |
| 35                 | Patrick Konrad (AUT)                | 34.                |
| 36                 | Juraj Sagan (SVK) (szosa)           | DNS-7              |
| 37                 | Maximilian Schachmann (GER) (szosa) | 1.                 |
| 38                 | Michael Schwarzmann (GER)           | DNS-7              |

| Deceuninck-Quick Step DQT | Deceuninck-Quick Step DQT       | Deceuninck-Quick Step DQT |
| ------------------------- | ------------------------------- | ------------------------- |
| Nr                        | Kolarz                          | Miejsce                   |
| 41                        | Julian Alaphilippe (FRA)        | 16.                       |
| 42                        | Kasper Asgreen (DEN)            | 30.                       |
| 43                        | Sam Bennett (IRL) (szosa)       | DNS-4                     |
| 44                        | Tim Declercq (BEL)              | 31.                       |
| 45                        | Bob Jungels (LUX) (szosa i ITT) | 15.                       |
| 46                        | Yves Lampaert (BEL)             | DNS-7                     |
| 47                        | Michael Mørkøv (DEN) (szosa)    | 52.                       |
| 48                        | Zdeněk Štybar (CZE)             | 20.                       |

| AG2R La Mondiale ALM | AG2R La Mondiale ALM         | AG2R La Mondiale ALM |
| -------------------- | ---------------------------- | -------------------- |
| Nr                   | Kolarz                       | Miejsce              |
| 51                   | Romain Bardet (FRA)          | 19.                  |
| 52                   | Mikaël Cherel (FRA)          | 28.                  |
| 53                   | Benoît Cosnefroy (FRA)       | DNS-7                |
| 54                   | Alexis Gougeard (FRA)        | DNS-7                |
| 55                   | Pierre Latour (FRA)          | DNS-7                |
| 56                   | Oliver Naesen (BEL)          | DNF-5                |
| 57                   | Aurélien Paret-Peintre (FRA) | 21.                  |
| 58                   | Nans Peters (FRA)            | DNS-7                |

| Lotto-Soudal LTS | Lotto-Soudal LTS       | Lotto-Soudal LTS |
| ---------------- | ---------------------- | ---------------- |
| Nr               | Kolarz                 | Miejsce          |
| 61               | Philippe Gilbert (BEL) | 14.              |
| 62               | Sander Armée (BEL)     | 60.              |
| 63               | Jasper De Buyst (BEL)  | DNS-6            |
| 64               | Thomas De Gendt (BEL)  | 25.              |
| 65               | John Degenkolb (GER)   | 17.              |
| 66               | Caleb Ewan (AUS)       | DNS-6            |
| 67               | Frederik Frison (BEL)  | DNS-7            |
| 68               | Roger Kluge (GER)      | DNS-7            |

| Cofidis COF | Cofidis COF                | Cofidis COF |
| ----------- | -------------------------- | ----------- |
| Nr          | Kolarz                     | Miejsce     |
| 71          | Elia Viviani (ITA) (szosa) | DNS-6       |
| 72          | Piet Allegaert (BEL)       | 54.         |
| 73          | Nicolas Edet (FRA)         | 48.         |
| 74          | Cyril Lemoine (FRA)        | DNS-7       |
| 75          | Guillaume Martin (FRA)     | 12.         |
| 76          | Anthony Perez (FRA)        | 56.         |
| 77          | Damien Touzé (FRA)         | DNS-7       |
| 78          | Julien Vermote (BEL)       | 42.         |

| Bahrain McLaren TBM | Bahrain McLaren TBM       | Bahrain McLaren TBM |
| ------------------- | ------------------------- | ------------------- |
| Nr                  | Kolarz                    | Miejsce             |
| 81                  | Dylan Teuns (BEL)         | DNS-6               |
| 82                  | Pello Bilbao (ESP)        | DNS-6               |
| 83                  | Damiano Caruso (ITA)      | DNS-6               |
| 84                  | Iván García Cortina (ESP) | DNS-6               |
| 85                  | Heinrich Haussler (AUS)   | DNS-6               |
| 86                  | Domen Novak (SLO) (szosa) | DNS-6               |
| 87                  | Hermann Pernsteiner (AUT) | DNS-6               |
| 88                  | Jan Tratnik (SLO)         | DNS-6               |

| Team Sunweb SUN | Team Sunweb SUN            | Team Sunweb SUN |
| --------------- | -------------------------- | --------------- |
| Nr              | Kolarz                     | Miejsce         |
| 91              | Michael Matthews (AUS)     | 26.             |
| 92              | Nikias Arndt (GER)         | 23.             |
| 93              | Tiesj Benoot (BEL)         | 2.              |
| 94              | Cees Bol (NED)             | 38.             |
| 95              | Nico Denz (GER)            | 61.             |
| 96              | Nils Eekhoff (NED)         | DNF-6           |
| 97              | Chris Hamilton (AUS)       | 50.             |
| 98              | Søren Kragh Andersen (DEN) | 10.             |

| EF Pro Cycling EF1 | EF Pro Cycling EF1           | EF Pro Cycling EF1 |
| ------------------ | ---------------------------- | ------------------ |
| Nr                 | Kolarz                       | Miejsce            |
| 101                | Sergio Higuita (COL) (szosa) | 3.                 |
| 102                | Alberto Bettiol (ITA)        | 44.                |
| 103                | Lawson Craddock (USA)        | DNF-5              |
| 104                | Tanel Kangert (EST)          | 8.                 |
| 105                | Thomas Scully (NZL)          | DNS-7              |
| 106                | Tejay van Garderen (USA)     | DNF-5              |
| 107                | Sep Vanmarcke (BEL)          | DNS-7              |
| 108                | Michael Woods (CAN)          | DNF-5              |

| Total Direct Énergie TDE | Total Direct Énergie TDE | Total Direct Énergie TDE |
| ------------------------ | ------------------------ | ------------------------ |
| Nr                       | Kolarz                   | Miejsce                  |
| 111                      | Lilian Calmejane (FRA)   | DNS-7                    |
| 112                      | Niccolò Bonifazio (ITA)  | DNF-6                    |
| 113                      | Jonathan Hivert (FRA)    | DNS-7                    |
| 114                      | Adrien Petit (FRA)       | DNS-7                    |
| 115                      | Julien Simon (FRA)       | DNF-6                    |
| 116                      | Niki Terpstra (NED)      | 58.                      |
| 117                      | Anthony Turgis (FRA)     | DNS-7                    |
| 118                      | Dries Van Gestel (BEL)   | 59.                      |

| NTT Pro Cycling NTT | NTT Pro Cycling NTT      | NTT Pro Cycling NTT |
| ------------------- | ------------------------ | ------------------- |
| Nr                  | Kolarz                   | Miejsce             |
| 121                 | Giacomo Nizzolo (ITA)    | DNF-6               |
| 122                 | Victor Campenaerts (BEL) | DNS-7               |
| 123                 | Ryan Gibbons (RSA)       | 47.                 |
| 124                 | Michael Gogl (AUT)       | DNS-7               |
| 125                 | Michael Valgren (DEN)    | 27.                 |
| 126                 | Roman Kreuziger (CZE)    | 24.                 |
| 127                 | Ben O’Connor (AUS)       | DNS-7               |
| 128                 | Max Walscheid (GER)      | DNS-4               |

| Israel Start-Up Nation ISN | Israel Start-Up Nation ISN | Israel Start-Up Nation ISN |
| -------------------------- | -------------------------- | -------------------------- |
| Nr                         | Kolarz                     | Miejsce                    |
| 131                        | Nils Politt (GER)          | DNS-7                      |
| 132                        | Rudy Barbier (FRA)         | DNS-6                      |
| 133                        | Jenthe Biermans (BEL)      | DNS-7                      |
| 134                        | Guillaume Boivin (CAN)     | DNS-4                      |
| 135                        | Hugo Hofstetter (FRA)      | DNF-6                      |
| 136                        | Krists Neilands (LAT)      | DNS-6                      |
| 137                        | Mads Würtz Schmidt (DEN)   | DNF-6                      |
| 138                        | Tom Van Asbroeck (BEL)     | DNS-7                      |

| Nippo-Delko One Provence NDP | Nippo-Delko One Provence NDP | Nippo-Delko One Provence NDP |
| ---------------------------- | ---------------------------- | ---------------------------- |
| Nr                           | Kolarz                       | Miejsce                      |
| 141                          | Julien El Fares (FRA)        | DNF-5                        |
| 142                          | Pierre Barbier (FRA)         | OTL-1                        |
| 143                          | Romain Combaud (FRA)         | 37.                          |
| 144                          | José Manuel Díaz (ESP)       | 45.                          |
| 145                          | Ramūnas Navardauskas (LTU)   | DNS-7                        |
| 146                          | Dušan Rajović (SRB)          | DNS-7                        |
| 147                          | Evaldas Šiškevicius (LTU)    | 49.                          |
| 148                          | Julien Trarieux (FRA)        | 55.                          |

| Circus-Wanty Gobert CWG | Circus-Wanty Gobert CWG    | Circus-Wanty Gobert CWG |
| ----------------------- | -------------------------- | ----------------------- |
| Nr                      | Kolarz                     | Miejsce                 |
| 151                     | Xandro Meurisse (BEL)      | 22.                     |
| 152                     | Aimé De Gendt (BEL)        | DNS-7                   |
| 153                     | Tom Devriendt (BEL)        | DNF-6                   |
| 154                     | Fabien Doubey (FRA)        | 11.                     |
| 155                     | Andrea Pasqualon (ITA)     | 36.                     |
| 156                     | Boy van Poppel (NED)       | DNS-7                   |
| 157                     | Danny van Poppel (NED)     | DNF-1                   |
| 158                     | Pieter Vanspeybrouck (BEL) | DNS-7                   |

| B&B Hotels-Vital Concept p/b KTM BVC | B&B Hotels-Vital Concept p/b KTM BVC | B&B Hotels-Vital Concept p/b KTM BVC |
| ------------------------------------ | ------------------------------------ | ------------------------------------ |
| Nr                                   | Kolarz                               | Miejsce                              |
| 161                                  | Bryan Coquard (FRA)                  | DNS-7                                |
| 162                                  | Frederik Backaert (BEL)              | DNF-5                                |
| 163                                  | Cyril Barthe (FRA)                   | 57.                                  |
| 164                                  | Jens Debusschere (BEL)               | DNS-7                                |
| 165                                  | Cyril Gautier (FRA)                  | DNF-6                                |
| 166                                  | Quentin Pacher (FRA)                 | 40.                                  |
| 167                                  | Kévin Reza (FRA)                     | DNF-6                                |
| 168                                  | Sebastian Schönberger (AUT)          | 33.                                  |

| Trek-Segafredo TFS | Trek-Segafredo TFS          | Trek-Segafredo TFS |
| ------------------ | --------------------------- | ------------------ |
| Nr                 | Kolarz                      | Miejsce            |
| 1                  | Richie Porte (AUS)          | 41.                |
| 2                  | Mads Pedersen (DEN) (szosa) | DNS-7              |
| 3                  | Kenny Elissonde (FRA)       | 35.                |
| 4                  | Alex Kirsch (LUX)           | DNS-7              |
| 5                  | Ryan Mullen (IRL)           | DNF-6              |
| 6                  | Vincenzo Nibali (ITA)       | 4.                 |
| 7                  | Jasper Stuyven (BEL)        | 13.                |
| 8                  | Edward Theuns (BEL)         | 53.                |

| Arkéa-Samsic ARK | Arkéa-Samsic ARK             | Arkéa-Samsic ARK |
| ---------------- | ---------------------------- | ---------------- |
| Nr               | Kolarz                       | Miejsce          |
| 11               | Nairo Quintana (COL)         | 6.               |
| 12               | Winner Anacona (COL)         | 32.              |
| 13               | Warren Barguil (FRA) (szosa) | DSQ-1            |
| 14               | Nacer Bouhanni (FRA)         | DNS-7            |
| 15               | Daniel McLay (GBR)           | DNS-7            |
| 16               | Dayer Quintana (COL)         | 51.              |
| 17               | Diego Rosa (ITA)             | DNF-5            |
| 18               | Connor Swift (GBR)           | 43.              |

| Groupama-FDJ GFC | Groupama-FDJ GFC         | Groupama-FDJ GFC |
| ---------------- | ------------------------ | ---------------- |
| Nr               | Kolarz                   | Miejsce          |
| 21               | Thibaut Pinot (FRA)      | 5.               |
| 22               | Antoine Duchesne (CAN)   | 46.              |
| 23               | Stefan Küng (SUI)        | 29.              |
| 24               | Matthieu Ladagnous (FRA) | 39.              |
| 25               | Olivier Le Gac (FRA)     | 18.              |
| 26               | Tobias Ludvigsson (SWE)  | DNS-7            |
| 27               | Rudy Molard (FRA)        | 7.               |
| 28               | Marc Sarreau (FRA)       | DNS-7            |

| Bora-Hansgrohe BOH | Bora-Hansgrohe BOH                  | Bora-Hansgrohe BOH |
| ------------------ | ----------------------------------- | ------------------ |
| Nr                 | Kolarz                              | Miejsce            |
| 31                 | Peter Sagan (SVK)                   | DNS-7              |
| 32                 | Pascal Ackermann (GER)              | DNF-5              |
| 33                 | Jean-Pierre Drucker (LUX)           | DNF-6              |
| 34                 | Felix Großschartner (AUT)           | 9.                 |
| 35                 | Patrick Konrad (AUT)                | 34.                |
| 36                 | Juraj Sagan (SVK) (szosa)           | DNS-7              |
| 37                 | Maximilian Schachmann (GER) (szosa) | 1.                 |
| 38                 | Michael Schwarzmann (GER)           | DNS-7              |

| Deceuninck-Quick Step DQT | Deceuninck-Quick Step DQT       | Deceuninck-Quick Step DQT |
| ------------------------- | ------------------------------- | ------------------------- |
| Nr                        | Kolarz                          | Miejsce                   |
| 41                        | Julian Alaphilippe (FRA)        | 16.                       |
| 42                        | Kasper Asgreen (DEN)            | 30.                       |
| 43                        | Sam Bennett (IRL) (szosa)       | DNS-4                     |
| 44                        | Tim Declercq (BEL)              | 31.                       |
| 45                        | Bob Jungels (LUX) (szosa i ITT) | 15.                       |
| 46                        | Yves Lampaert (BEL)             | DNS-7                     |
| 47                        | Michael Mørkøv (DEN) (szosa)    | 52.                       |
| 48                        | Zdeněk Štybar (CZE)             | 20.                       |

| AG2R La Mondiale ALM | AG2R La Mondiale ALM         | AG2R La Mondiale ALM |
| -------------------- | ---------------------------- | -------------------- |
| Nr                   | Kolarz                       | Miejsce              |
| 51                   | Romain Bardet (FRA)          | 19.                  |
| 52                   | Mikaël Cherel (FRA)          | 28.                  |
| 53                   | Benoît Cosnefroy (FRA)       | DNS-7                |
| 54                   | Alexis Gougeard (FRA)        | DNS-7                |
| 55                   | Pierre Latour (FRA)          | DNS-7                |
| 56                   | Oliver Naesen (BEL)          | DNF-5                |
| 57                   | Aurélien Paret-Peintre (FRA) | 21.                  |
| 58                   | Nans Peters (FRA)            | DNS-7                |

| Lotto-Soudal LTS | Lotto-Soudal LTS       | Lotto-Soudal LTS |
| ---------------- | ---------------------- | ---------------- |
| Nr               | Kolarz                 | Miejsce          |
| 61               | Philippe Gilbert (BEL) | 14.              |
| 62               | Sander Armée (BEL)     | 60.              |
| 63               | Jasper De Buyst (BEL)  | DNS-6            |
| 64               | Thomas De Gendt (BEL)  | 25.              |
| 65               | John Degenkolb (GER)   | 17.              |
| 66               | Caleb Ewan (AUS)       | DNS-6            |
| 67               | Frederik Frison (BEL)  | DNS-7            |
| 68               | Roger Kluge (GER)      | DNS-7            |

| Cofidis COF | Cofidis COF                | Cofidis COF |
| ----------- | -------------------------- | ----------- |
| Nr          | Kolarz                     | Miejsce     |
| 71          | Elia Viviani (ITA) (szosa) | DNS-6       |
| 72          | Piet Allegaert (BEL)       | 54.         |
| 73          | Nicolas Edet (FRA)         | 48.         |
| 74          | Cyril Lemoine (FRA)        | DNS-7       |
| 75          | Guillaume Martin (FRA)     | 12.         |
| 76          | Anthony Perez (FRA)        | 56.         |
| 77          | Damien Touzé (FRA)         | DNS-7       |
| 78          | Julien Vermote (BEL)       | 42.         |

| Bahrain McLaren TBM | Bahrain McLaren TBM       | Bahrain McLaren TBM |
| ------------------- | ------------------------- | ------------------- |
| Nr                  | Kolarz                    | Miejsce             |
| 81                  | Dylan Teuns (BEL)         | DNS-6               |
| 82                  | Pello Bilbao (ESP)        | DNS-6               |
| 83                  | Damiano Caruso (ITA)      | DNS-6               |
| 84                  | Iván García Cortina (ESP) | DNS-6               |
| 85                  | Heinrich Haussler (AUS)   | DNS-6               |
| 86                  | Domen Novak (SLO) (szosa) | DNS-6               |
| 87                  | Hermann Pernsteiner (AUT) | DNS-6               |
| 88                  | Jan Tratnik (SLO)         | DNS-6               |

| Team Sunweb SUN | Team Sunweb SUN            | Team Sunweb SUN |
| --------------- | -------------------------- | --------------- |
| Nr              | Kolarz                     | Miejsce         |
| 91              | Michael Matthews (AUS)     | 26.             |
| 92              | Nikias Arndt (GER)         | 23.             |
| 93              | Tiesj Benoot (BEL)         | 2.              |
| 94              | Cees Bol (NED)             | 38.             |
| 95              | Nico Denz (GER)            | 61.             |
| 96              | Nils Eekhoff (NED)         | DNF-6           |
| 97              | Chris Hamilton (AUS)       | 50.             |
| 98              | Søren Kragh Andersen (DEN) | 10.             |

| EF Pro Cycling EF1 | EF Pro Cycling EF1           | EF Pro Cycling EF1 |
| ------------------ | ---------------------------- | ------------------ |
| Nr                 | Kolarz                       | Miejsce            |
| 101                | Sergio Higuita (COL) (szosa) | 3.                 |
| 102                | Alberto Bettiol (ITA)        | 44.                |
| 103                | Lawson Craddock (USA)        | DNF-5              |
| 104                | Tanel Kangert (EST)          | 8.                 |
| 105                | Thomas Scully (NZL)          | DNS-7              |
| 106                | Tejay van Garderen (USA)     | DNF-5              |
| 107                | Sep Vanmarcke (BEL)          | DNS-7              |
| 108                | Michael Woods (CAN)          | DNF-5              |

| Total Direct Énergie TDE | Total Direct Énergie TDE | Total Direct Énergie TDE |
| ------------------------ | ------------------------ | ------------------------ |
| Nr                       | Kolarz                   | Miejsce                  |
| 111                      | Lilian Calmejane (FRA)   | DNS-7                    |
| 112                      | Niccolò Bonifazio (ITA)  | DNF-6                    |
| 113                      | Jonathan Hivert (FRA)    | DNS-7                    |
| 114                      | Adrien Petit (FRA)       | DNS-7                    |
| 115                      | Julien Simon (FRA)       | DNF-6                    |
| 116                      | Niki Terpstra (NED)      | 58.                      |
| 117                      | Anthony Turgis (FRA)     | DNS-7                    |
| 118                      | Dries Van Gestel (BEL)   | 59.                      |

| NTT Pro Cycling NTT | NTT Pro Cycling NTT      | NTT Pro Cycling NTT |
| ------------------- | ------------------------ | ------------------- |
| Nr                  | Kolarz                   | Miejsce             |
| 121                 | Giacomo Nizzolo (ITA)    | DNF-6               |
| 122                 | Victor Campenaerts (BEL) | DNS-7               |
| 123                 | Ryan Gibbons (RSA)       | 47.                 |
| 124                 | Michael Gogl (AUT)       | DNS-7               |
| 125                 | Michael Valgren (DEN)    | 27.                 |
| 126                 | Roman Kreuziger (CZE)    | 24.                 |
| 127                 | Ben O’Connor (AUS)       | DNS-7               |
| 128                 | Max Walscheid (GER)      | DNS-4               |

| Israel Start-Up Nation ISN | Israel Start-Up Nation ISN | Israel Start-Up Nation ISN |
| -------------------------- | -------------------------- | -------------------------- |
| Nr                         | Kolarz                     | Miejsce                    |
| 131                        | Nils Politt (GER)          | DNS-7                      |
| 132                        | Rudy Barbier (FRA)         | DNS-6                      |
| 133                        | Jenthe Biermans (BEL)      | DNS-7                      |
| 134                        | Guillaume Boivin (CAN)     | DNS-4                      |
| 135                        | Hugo Hofstetter (FRA)      | DNF-6                      |
| 136                        | Krists Neilands (LAT)      | DNS-6                      |
| 137                        | Mads Würtz Schmidt (DEN)   | DNF-6                      |
| 138                        | Tom Van Asbroeck (BEL)     | DNS-7                      |

| Nippo-Delko One Provence NDP | Nippo-Delko One Provence NDP | Nippo-Delko One Provence NDP |
| ---------------------------- | ---------------------------- | ---------------------------- |
| Nr                           | Kolarz                       | Miejsce                      |
| 141                          | Julien El Fares (FRA)        | DNF-5                        |
| 142                          | Pierre Barbier (FRA)         | OTL-1                        |
| 143                          | Romain Combaud (FRA)         | 37.                          |
| 144                          | José Manuel Díaz (ESP)       | 45.                          |
| 145                          | Ramūnas Navardauskas (LTU)   | DNS-7                        |
| 146                          | Dušan Rajović (SRB)          | DNS-7                        |
| 147                          | Evaldas Šiškevicius (LTU)    | 49.                          |
| 148                          | Julien Trarieux (FRA)        | 55.                          |

| Circus-Wanty Gobert CWG | Circus-Wanty Gobert CWG    | Circus-Wanty Gobert CWG |
| ----------------------- | -------------------------- | ----------------------- |
| Nr                      | Kolarz                     | Miejsce                 |
| 151                     | Xandro Meurisse (BEL)      | 22.                     |
| 152                     | Aimé De Gendt (BEL)        | DNS-7                   |
| 153                     | Tom Devriendt (BEL)        | DNF-6                   |
| 154                     | Fabien Doubey (FRA)        | 11.                     |
| 155                     | Andrea Pasqualon (ITA)     | 36.                     |
| 156                     | Boy van Poppel (NED)       | DNS-7                   |
| 157                     | Danny van Poppel (NED)     | DNF-1                   |
| 158                     | Pieter Vanspeybrouck (BEL) | DNS-7                   |

| B&B Hotels-Vital Concept p/b KTM BVC | B&B Hotels-Vital Concept p/b KTM BVC | B&B Hotels-Vital Concept p/b KTM BVC |
| ------------------------------------ | ------------------------------------ | ------------------------------------ |
| Nr                                   | Kolarz                               | Miejsce                              |
| 161                                  | Bryan Coquard (FRA)                  | DNS-7                                |
| 162                                  | Frederik Backaert (BEL)              | DNF-5                                |
| 163                                  | Cyril Barthe (FRA)                   | 57.                                  |
| 164                                  | Jens Debusschere (BEL)               | DNS-7                                |
| 165                                  | Cyril Gautier (FRA)                  | DNF-6                                |
| 166                                  | Quentin Pacher (FRA)                 | 40.                                  |
| 167                                  | Kévin Reza (FRA)                     | DNF-6                                |
| 168                                  | Sebastian Schönberger (AUT)          | 33.                                  |

Legenda: DNF – nie ukończył etapu, OTL – przekroczył limit czasu, DNS – nie wystartował do etapu, DSQ – zdyskwalifikowany. Numer przy skrócie oznacza etap, na którym kolarz opuścił wyścig.

## Wyniki etapów

### Etap 1
| \| Klasyfikacja etapu \| Klasyfikacja etapu \| Klasyfikacja etapu \| Klasyfikacja etapu \| Klasyfikacja etapu \| \| Kolarz \| Kolarz \| Państwo \| Drużyna \| Czas \| \| ------------------ \| --------------------- \| ------------------ \| ---------------------- \| ------------------ \| \| 1. \| Maximilian Schachmann \| Niemcy \| Bora-Hansgrohe \| 3h 32' 19" \| \| 2. \| Dylan Teuns \| Belgia \| Bahrain McLaren \| + 0" \| \| 3. \| Tiesj Benoot \| Belgia \| Team Sunweb \| + 0" \| \| 4. \| Julian Alaphilippe \| Francja \| Deceuninck-Quick Step \| + 3" \| \| 5. \| Cees Bol \| Holandia \| Team Sunweb \| + 15" \| \| 6. \| Nils Politt \| Niemcy \| Israel Start-Up Nation \| + 15" \| \| 7. \| Giacomo Nizzolo \| Włochy \| NTT Pro Cycling \| + 15" \| \| 8. \| Sergio Higuita \| Kolumbia \| EF Pro Cycling \| + 15" \| \| 9. \| Felix Großschartner \| Austria \| Bora-Hansgrohe \| + 15" \| \| 10. \| Yves Lampaert \| Belgia \| Deceuninck-Quick Step \| + 15" \| |                       |          |                        |            |
| |                       |          |                        |            |
| Źródło: ProCyclingStats |                       |          |                        |            |
| Klasyfikacja etapu |                       |          |                        |            |
| Kolarz | Kolarz                | Państwo  | Drużyna                | Czas       |
| 1. | Maximilian Schachmann | Niemcy   | Bora-Hansgrohe         | 3h 32' 19" |
| 2. | Dylan Teuns           | Belgia   | Bahrain McLaren        | + 0"       |
| 3. | Tiesj Benoot          | Belgia   | Team Sunweb            | + 0"       |
| 4. | Julian Alaphilippe    | Francja  | Deceuninck-Quick Step  | + 3"       |
| 5. | Cees Bol              | Holandia | Team Sunweb            | + 15"      |
| 6. | Nils Politt           | Niemcy   | Israel Start-Up Nation | + 15"      |
| 7. | Giacomo Nizzolo       | Włochy   | NTT Pro Cycling        | + 15"      |
| 8. | Sergio Higuita        | Kolumbia | EF Pro Cycling         | + 15"      |
| 9. | Felix Großschartner   | Austria  | Bora-Hansgrohe         | + 15"      |
| 10. | Yves Lampaert         | Belgia   | Deceuninck-Quick Step  | + 15"      |

| \| Klasyfikacja generalna \| Klasyfikacja generalna \| Klasyfikacja generalna \| Klasyfikacja generalna \| Klasyfikacja generalna \| \| Kolarz \| Kolarz \| Państwo \| Drużyna \| Czas \| \| ---------------------- \| ---------------------- \| ---------------------- \| ---------------------- \| ---------------------- \| \| 1. \| Maximilian Schachmann \| Niemcy \| Bora-Hansgrohe \| 3h 32' 09" \| \| 2. \| Tiesj Benoot \| Belgia \| Team Sunweb \| + 2" \| \| 3. \| Dylan Teuns \| Belgia \| Bahrain McLaren \| + 4" \| \| 4. \| Julian Alaphilippe \| Francja \| Deceuninck-Quick Step \| + 7" \| \| 5. \| Pello Bilbao \| Hiszpania \| Bahrain McLaren \| + 24" \| \| 6. \| Rudy Molard \| Francja \| Groupama-FDJ \| + 24" \| \| 7. \| Cees Bol \| Holandia \| Team Sunweb \| + 25" \| \| 8. \| Nils Politt \| Niemcy \| Israel Start-Up Nation \| + 25" \| \| 9. \| Giacomo Nizzolo \| Włochy \| NTT Pro Cycling \| + 25" \| \| 10. \| Sergio Higuita \| Kolumbia \| EF Pro Cycling \| + 25" \| |                       |           |                        |            |
| |                       |           |                        |            |
| Źródło: ProCyclingStats |                       |           |                        |            |
| Klasyfikacja generalna |                       |           |                        |            |
| Kolarz | Kolarz                | Państwo   | Drużyna                | Czas       |
| 1. | Maximilian Schachmann | Niemcy    | Bora-Hansgrohe         | 3h 32' 09" |
| 2. | Tiesj Benoot          | Belgia    | Team Sunweb            | + 2"       |
| 3. | Dylan Teuns           | Belgia    | Bahrain McLaren        | + 4"       |
| 4. | Julian Alaphilippe    | Francja   | Deceuninck-Quick Step  | + 7"       |
| 5. | Pello Bilbao          | Hiszpania | Bahrain McLaren        | + 24"      |
| 6. | Rudy Molard           | Francja   | Groupama-FDJ           | + 24"      |
| 7. | Cees Bol              | Holandia  | Team Sunweb            | + 25"      |
| 8. | Nils Politt           | Niemcy    | Israel Start-Up Nation | + 25"      |
| 9. | Giacomo Nizzolo       | Włochy    | NTT Pro Cycling        | + 25"      |
| 10. | Sergio Higuita        | Kolumbia  | EF Pro Cycling         | + 25"      |

### Etap 2
| \| Klasyfikacja etapu \| Klasyfikacja etapu \| Klasyfikacja etapu \| Klasyfikacja etapu \| Klasyfikacja etapu \| \| Kolarz \| Kolarz \| Państwo \| Drużyna \| Czas \| \| ------------------ \| --------------------- \| ------------------ \| ---------------------- \| ------------------ \| \| 1. \| Giacomo Nizzolo \| Włochy \| NTT Pro Cycling \| 3h 49' 57" \| \| 2. \| Pascal Ackermann \| Niemcy \| Bora-Hansgrohe \| + 0" \| \| 3. \| Jasper Stuyven \| Belgia \| Trek-Segafredo \| + 0" \| \| 4. \| Nils Politt \| Niemcy \| Israel Start-Up Nation \| + 0" \| \| 5. \| Sergio Higuita \| Kolumbia \| EF Pro Cycling \| + 0" \| \| 6. \| Mads Würtz Schmidt \| Dania \| Israel Start-Up Nation \| + 0" \| \| 7. \| Vincenzo Nibali \| Włochy \| Trek-Segafredo \| + 3" \| \| 8. \| Maximilian Schachmann \| Niemcy \| Bora-Hansgrohe \| + 3" \| \| 9. \| Felix Großschartner \| Austria \| Bora-Hansgrohe \| + 3" \| \| 10. \| Krists Neilands \| Łotwa \| Israel Start-Up Nation \| + 3" \| |                       |          |                        |            |
| |                       |          |                        |            |
| Źródło: ProCyclingStats |                       |          |                        |            |
| Klasyfikacja etapu |                       |          |                        |            |
| Kolarz | Kolarz                | Państwo  | Drużyna                | Czas       |
| 1. | Giacomo Nizzolo       | Włochy   | NTT Pro Cycling        | 3h 49' 57" |
| 2. | Pascal Ackermann      | Niemcy   | Bora-Hansgrohe         | + 0"       |
| 3. | Jasper Stuyven        | Belgia   | Trek-Segafredo         | + 0"       |
| 4. | Nils Politt           | Niemcy   | Israel Start-Up Nation | + 0"       |
| 5. | Sergio Higuita        | Kolumbia | EF Pro Cycling         | + 0"       |
| 6. | Mads Würtz Schmidt    | Dania    | Israel Start-Up Nation | + 0"       |
| 7. | Vincenzo Nibali       | Włochy   | Trek-Segafredo         | + 3"       |
| 8. | Maximilian Schachmann | Niemcy   | Bora-Hansgrohe         | + 3"       |
| 9. | Felix Großschartner   | Austria  | Bora-Hansgrohe         | + 3"       |
| 10. | Krists Neilands       | Łotwa    | Israel Start-Up Nation | + 3"       |

| \| Klasyfikacja generalna \| Klasyfikacja generalna \| Klasyfikacja generalna \| Klasyfikacja generalna \| Klasyfikacja generalna \| \| Kolarz \| Kolarz \| Państwo \| Drużyna \| Czas \| \| ---------------------- \| ---------------------- \| ---------------------- \| ---------------------- \| ---------------------- \| \| 1. \| Maximilian Schachmann \| Niemcy \| Bora-Hansgrohe \| 7h 22' 06" \| \| 2. \| Giacomo Nizzolo \| Włochy \| NTT Pro Cycling \| + 15" \| \| 3. \| Jasper Stuyven \| Belgia \| Trek-Segafredo \| + 21" \| \| 4. \| Sergio Higuita \| Kolumbia \| EF Pro Cycling \| + 23" \| \| 5. \| Nils Politt \| Niemcy \| Israel Start-Up Nation \| + 25" \| \| 6. \| Mads Würtz Schmidt \| Dania \| Israel Start-Up Nation \| + 25" \| \| 7. \| Felix Großschartner \| Austria \| Bora-Hansgrohe \| + 28" \| \| 8. \| Krists Neilands \| Łotwa \| Israel Start-Up Nation \| + 28" \| \| 9. \| Vincenzo Nibali \| Włochy \| Trek-Segafredo \| + 28" \| \| 10. \| Tiesj Benoot \| Belgia \| Team Sunweb \| + 38" \| |                       |          |                        |            |
| |                       |          |                        |            |
| Źródło: ProCyclingStats |                       |          |                        |            |
| Klasyfikacja generalna |                       |          |                        |            |
| Kolarz | Kolarz                | Państwo  | Drużyna                | Czas       |
| 1. | Maximilian Schachmann | Niemcy   | Bora-Hansgrohe         | 7h 22' 06" |
| 2. | Giacomo Nizzolo       | Włochy   | NTT Pro Cycling        | + 15"      |
| 3. | Jasper Stuyven        | Belgia   | Trek-Segafredo         | + 21"      |
| 4. | Sergio Higuita        | Kolumbia | EF Pro Cycling         | + 23"      |
| 5. | Nils Politt           | Niemcy   | Israel Start-Up Nation | + 25"      |
| 6. | Mads Würtz Schmidt    | Dania    | Israel Start-Up Nation | + 25"      |
| 7. | Felix Großschartner   | Austria  | Bora-Hansgrohe         | + 28"      |
| 8. | Krists Neilands       | Łotwa    | Israel Start-Up Nation | + 28"      |
| 9. | Vincenzo Nibali       | Włochy   | Trek-Segafredo         | + 28"      |
| 10. | Tiesj Benoot          | Belgia   | Team Sunweb            | + 38"      |

### Etap 3
| \| Klasyfikacja etapu \| Klasyfikacja etapu \| Klasyfikacja etapu \| Klasyfikacja etapu \| Klasyfikacja etapu \| \| Kolarz \| Kolarz \| Państwo \| Drużyna \| Czas \| \| ------------------ \| ------------------- \| ------------------ \| ---------------------- \| ------------------ \| \| 1. \| Iván García Cortina \| Hiszpania \| Bahrain McLaren \| 5h 49' 55" \| \| 2. \| Peter Sagan \| Słowacja \| Bora-Hansgrohe \| + 0" \| \| 3. \| Andrea Pasqualon \| Włochy \| Circus-Wanty Gobert \| + 0" \| \| 4. \| Cees Bol \| Holandia \| Team Sunweb \| + 0" \| \| 5. \| Nacer Bouhanni \| Francja \| Arkéa-Samsic \| + 0" \| \| 6. \| Rudy Barbier \| Francja \| Israel Start-Up Nation \| + 0" \| \| 7. \| Anthony Turgis \| Francja \| Total Direct Énergie \| + 0" \| \| 8. \| Giacomo Nizzolo \| Włochy \| NTT Pro Cycling \| + 0" \| \| 9. \| Mads Würtz Schmidt \| Dania \| Israel Start-Up Nation \| + 0" \| \| 10. \| Oliver Naesen \| Belgia \| AG2R La Mondiale \| + 0" \| |                     |           |                        |            |
| |                     |           |                        |            |
| Źródło: ProCyclingStats |                     |           |                        |            |
| Klasyfikacja etapu |                     |           |                        |            |
| Kolarz | Kolarz              | Państwo   | Drużyna                | Czas       |
| 1. | Iván García Cortina | Hiszpania | Bahrain McLaren        | 5h 49' 55" |
| 2. | Peter Sagan         | Słowacja  | Bora-Hansgrohe         | + 0"       |
| 3. | Andrea Pasqualon    | Włochy    | Circus-Wanty Gobert    | + 0"       |
| 4. | Cees Bol            | Holandia  | Team Sunweb            | + 0"       |
| 5. | Nacer Bouhanni      | Francja   | Arkéa-Samsic           | + 0"       |
| 6. | Rudy Barbier        | Francja   | Israel Start-Up Nation | + 0"       |
| 7. | Anthony Turgis      | Francja   | Total Direct Énergie   | + 0"       |
| 8. | Giacomo Nizzolo     | Włochy    | NTT Pro Cycling        | + 0"       |
| 9. | Mads Würtz Schmidt  | Dania     | Israel Start-Up Nation | + 0"       |
| 10. | Oliver Naesen       | Belgia    | AG2R La Mondiale       | + 0"       |

| \| Klasyfikacja generalna \| Klasyfikacja generalna \| Klasyfikacja generalna \| Klasyfikacja generalna \| Klasyfikacja generalna \| \| Kolarz \| Kolarz \| Państwo \| Drużyna \| Czas \| \| ---------------------- \| ---------------------- \| ---------------------- \| ---------------------- \| ---------------------- \| \| 1. \| Maximilian Schachmann \| Niemcy \| Bora-Hansgrohe \| 13h 12' 01" \| \| 2. \| Giacomo Nizzolo \| Włochy \| NTT Pro Cycling \| + 13" \| \| 3. \| Jasper Stuyven \| Belgia \| Trek-Segafredo \| + 24" \| \| 4. \| Mads Würtz Schmidt \| Dania \| Israel Start-Up Nation \| + 25" \| \| 5. \| Sergio Higuita \| Kolumbia \| EF Pro Cycling \| + 26" \| \| 6. \| Nils Politt \| Niemcy \| Israel Start-Up Nation \| + 28" \| \| 7. \| Krists Neilands \| Łotwa \| Israel Start-Up Nation \| + 28" \| \| 8. \| Felix Großschartner \| Austria \| Bora-Hansgrohe \| + 31" \| \| 9. \| Vincenzo Nibali \| Włochy \| Trek-Segafredo \| + 31" \| \| 10. \| Peter Sagan \| Słowacja \| Bora-Hansgrohe \| + 36" \| |                       |          |                        |             |
| |                       |          |                        |             |
| Źródło: ProCyclingStats |                       |          |                        |             |
| Klasyfikacja generalna |                       |          |                        |             |
| Kolarz | Kolarz                | Państwo  | Drużyna                | Czas        |
| 1. | Maximilian Schachmann | Niemcy   | Bora-Hansgrohe         | 13h 12' 01" |
| 2. | Giacomo Nizzolo       | Włochy   | NTT Pro Cycling        | + 13"       |
| 3. | Jasper Stuyven        | Belgia   | Trek-Segafredo         | + 24"       |
| 4. | Mads Würtz Schmidt    | Dania    | Israel Start-Up Nation | + 25"       |
| 5. | Sergio Higuita        | Kolumbia | EF Pro Cycling         | + 26"       |
| 6. | Nils Politt           | Niemcy   | Israel Start-Up Nation | + 28"       |
| 7. | Krists Neilands       | Łotwa    | Israel Start-Up Nation | + 28"       |
| 8. | Felix Großschartner   | Austria  | Bora-Hansgrohe         | + 31"       |
| 9. | Vincenzo Nibali       | Włochy   | Trek-Segafredo         | + 31"       |
| 10. | Peter Sagan           | Słowacja | Bora-Hansgrohe         | + 36"       |

### Etap 4
| \| Klasyfikacja etapu \| Klasyfikacja etapu \| Klasyfikacja etapu \| Klasyfikacja etapu \| Klasyfikacja etapu \| \| Kolarz \| Kolarz \| Państwo \| Drużyna \| Czas \| \| ------------------ \| --------------------- \| ------------------ \| --------------------- \| ------------------ \| \| 1. \| Søren Kragh Andersen \| Dania \| Team Sunweb \| 18' 51" \| \| 2. \| Maximilian Schachmann \| Niemcy \| Bora-Hansgrohe \| + 6" \| \| 3. \| Kasper Asgreen \| Dania \| Deceuninck-Quick Step \| + 12" \| \| 4. \| Thomas De Gendt \| Belgia \| Lotto-Soudal \| + 13" \| \| 5. \| Pello Bilbao \| Hiszpania \| Bahrain McLaren \| + 15" \| \| 6. \| Victor Campenaerts \| Belgia \| NTT Pro Cycling \| + 17" \| \| 7. \| Michael Matthews \| Australia \| Team Sunweb \| + 18" \| \| 8. \| Stefan Küng \| Szwajcaria \| Groupama-FDJ \| + 26" \| \| 9. \| Tobias Ludvigsson \| Szwecja \| Groupama-FDJ \| + 27" \| \| 10. \| Lawson Craddock \| Stany Zjednoczone \| EF Pro Cycling \| + 29" \| |                       |                   |                       |         |
| |                       |                   |                       |         |
| Źródło: ProCyclingStats |                       |                   |                       |         |
| Klasyfikacja etapu |                       |                   |                       |         |
| Kolarz | Kolarz                | Państwo           | Drużyna               | Czas    |
| 1. | Søren Kragh Andersen  | Dania             | Team Sunweb           | 18' 51" |
| 2. | Maximilian Schachmann | Niemcy            | Bora-Hansgrohe        | + 6"    |
| 3. | Kasper Asgreen        | Dania             | Deceuninck-Quick Step | + 12"   |
| 4. | Thomas De Gendt       | Belgia            | Lotto-Soudal          | + 13"   |
| 5. | Pello Bilbao          | Hiszpania         | Bahrain McLaren       | + 15"   |
| 6. | Victor Campenaerts    | Belgia            | NTT Pro Cycling       | + 17"   |
| 7. | Michael Matthews      | Australia         | Team Sunweb           | + 18"   |
| 8. | Stefan Küng           | Szwajcaria        | Groupama-FDJ          | + 26"   |
| 9. | Tobias Ludvigsson     | Szwecja           | Groupama-FDJ          | + 27"   |
| 10. | Lawson Craddock       | Stany Zjednoczone | EF Pro Cycling        | + 29"   |

| \| Klasyfikacja generalna \| Klasyfikacja generalna \| Klasyfikacja generalna \| Klasyfikacja generalna \| Klasyfikacja generalna \| \| Kolarz \| Kolarz \| Państwo \| Drużyna \| Czas \| \| ---------------------- \| ---------------------- \| ---------------------- \| ---------------------- \| ---------------------- \| \| 1. \| Maximilian Schachmann \| Niemcy \| Bora-Hansgrohe \| 13h 30' 58" \| \| 2. \| Søren Kragh Andersen \| Dania \| Team Sunweb \| + 58" \| \| 3. \| Felix Großschartner \| Austria \| Bora-Hansgrohe \| + 1' 01" \| \| 4. \| Nils Politt \| Niemcy \| Israel Start-Up Nation \| + 1' 05" \| \| 5. \| Sergio Higuita \| Kolumbia \| EF Pro Cycling \| + 1' 06" \| \| 6. \| Dylan Teuns \| Belgia \| Bahrain McLaren \| + 1' 10" \| \| 7. \| Tiesj Benoot \| Belgia \| Team Sunweb \| + 1' 11" \| \| 8. \| Mads Würtz Schmidt \| Dania \| Israel Start-Up Nation \| + 1' 11" \| \| 9. \| Giacomo Nizzolo \| Włochy \| NTT Pro Cycling \| + 1' 15" \| \| 10. \| Michael Matthews \| Australia \| Team Sunweb \| + 1' 16" \| |                       |           |                        |             |
| |                       |           |                        |             |
| Źródło: ProCyclingStats |                       |           |                        |             |
| Klasyfikacja generalna |                       |           |                        |             |
| Kolarz | Kolarz                | Państwo   | Drużyna                | Czas        |
| 1. | Maximilian Schachmann | Niemcy    | Bora-Hansgrohe         | 13h 30' 58" |
| 2. | Søren Kragh Andersen  | Dania     | Team Sunweb            | + 58"       |
| 3. | Felix Großschartner   | Austria   | Bora-Hansgrohe         | + 1' 01"    |
| 4. | Nils Politt           | Niemcy    | Israel Start-Up Nation | + 1' 05"    |
| 5. | Sergio Higuita        | Kolumbia  | EF Pro Cycling         | + 1' 06"    |
| 6. | Dylan Teuns           | Belgia    | Bahrain McLaren        | + 1' 10"    |
| 7. | Tiesj Benoot          | Belgia    | Team Sunweb            | + 1' 11"    |
| 8. | Mads Würtz Schmidt    | Dania     | Israel Start-Up Nation | + 1' 11"    |
| 9. | Giacomo Nizzolo       | Włochy    | NTT Pro Cycling        | + 1' 15"    |
| 10. | Michael Matthews      | Australia | Team Sunweb            | + 1' 16"    |

### Etap 5
| \| Klasyfikacja etapu \| Klasyfikacja etapu \| Klasyfikacja etapu \| Klasyfikacja etapu \| Klasyfikacja etapu \| \| Kolarz \| Kolarz \| Państwo \| Drużyna \| Czas \| \| ------------------ \| ------------------- \| ------------------ \| -------------------------------- \| ------------------ \| \| 1. \| Niccolò Bonifazio \| Włochy \| Total Direct Énergie \| 5h 18' 02" \| \| 2. \| Iván García Cortina \| Hiszpania \| Bahrain McLaren \| + 0" \| \| 3. \| Peter Sagan \| Słowacja \| Bora-Hansgrohe \| + 0" \| \| 4. \| Nacer Bouhanni \| Francja \| Arkéa-Samsic \| + 0" \| \| 5. \| Hugo Hofstetter \| Francja \| Israel Start-Up Nation \| + 0" \| \| 6. \| Andrea Pasqualon \| Włochy \| Circus-Wanty Gobert \| + 0" \| \| 7. \| John Degenkolb \| Niemcy \| Lotto-Soudal \| + 0" \| \| 8. \| Elia Viviani \| Włochy \| Cofidis \| + 0" \| \| 9. \| Bryan Coquard \| Francja \| B&B Hotels-Vital Concept p/b KTM \| + 0" \| \| 10. \| Marc Sarreau \| Francja \| Groupama-FDJ \| + 0" \| |                     |           |                                  |            |
| |                     |           |                                  |            |
| Źródło: ProCyclingStats |                     |           |                                  |            |
| Klasyfikacja etapu |                     |           |                                  |            |
| Kolarz | Kolarz              | Państwo   | Drużyna                          | Czas       |
| 1. | Niccolò Bonifazio   | Włochy    | Total Direct Énergie             | 5h 18' 02" |
| 2. | Iván García Cortina | Hiszpania | Bahrain McLaren                  | + 0"       |
| 3. | Peter Sagan         | Słowacja  | Bora-Hansgrohe                   | + 0"       |
| 4. | Nacer Bouhanni      | Francja   | Arkéa-Samsic                     | + 0"       |
| 5. | Hugo Hofstetter     | Francja   | Israel Start-Up Nation           | + 0"       |
| 6. | Andrea Pasqualon    | Włochy    | Circus-Wanty Gobert              | + 0"       |
| 7. | John Degenkolb      | Niemcy    | Lotto-Soudal                     | + 0"       |
| 8. | Elia Viviani        | Włochy    | Cofidis                          | + 0"       |
| 9. | Bryan Coquard       | Francja   | B&B Hotels-Vital Concept p/b KTM | + 0"       |
| 10. | Marc Sarreau        | Francja   | Groupama-FDJ                     | + 0"       |

| \| Klasyfikacja generalna \| Klasyfikacja generalna \| Klasyfikacja generalna \| Klasyfikacja generalna \| Klasyfikacja generalna \| \| Kolarz \| Kolarz \| Państwo \| Drużyna \| Czas \| \| ---------------------- \| ---------------------- \| ---------------------- \| ---------------------- \| ---------------------- \| \| 1. \| Maximilian Schachmann \| Niemcy \| Bora-Hansgrohe \| 18h 49' 00" \| \| 2. \| Søren Kragh Andersen \| Dania \| Team Sunweb \| + 58" \| \| 3. \| Felix Großschartner \| Austria \| Bora-Hansgrohe \| + 1' 01" \| \| 4. \| Nils Politt \| Niemcy \| Israel Start-Up Nation \| + 1' 05" \| \| 5. \| Sergio Higuita \| Kolumbia \| EF Pro Cycling \| + 1' 06" \| \| 6. \| Dylan Teuns \| Belgia \| Bahrain McLaren \| + 1' 09" \| \| 7. \| Tiesj Benoot \| Belgia \| Team Sunweb \| + 1' 11" \| \| 8. \| Mads Würtz Schmidt \| Dania \| Israel Start-Up Nation \| + 1' 11" \| \| 9. \| Giacomo Nizzolo \| Włochy \| NTT Pro Cycling \| + 1' 15" \| \| 10. \| Michael Matthews \| Australia \| Team Sunweb \| + 1' 16" \| |                       |           |                        |             |
| |                       |           |                        |             |
| Źródło: ProCyclingStats |                       |           |                        |             |
| Klasyfikacja generalna |                       |           |                        |             |
| Kolarz | Kolarz                | Państwo   | Drużyna                | Czas        |
| 1. | Maximilian Schachmann | Niemcy    | Bora-Hansgrohe         | 18h 49' 00" |
| 2. | Søren Kragh Andersen  | Dania     | Team Sunweb            | + 58"       |
| 3. | Felix Großschartner   | Austria   | Bora-Hansgrohe         | + 1' 01"    |
| 4. | Nils Politt           | Niemcy    | Israel Start-Up Nation | + 1' 05"    |
| 5. | Sergio Higuita        | Kolumbia  | EF Pro Cycling         | + 1' 06"    |
| 6. | Dylan Teuns           | Belgia    | Bahrain McLaren        | + 1' 09"    |
| 7. | Tiesj Benoot          | Belgia    | Team Sunweb            | + 1' 11"    |
| 8. | Mads Würtz Schmidt    | Dania     | Israel Start-Up Nation | + 1' 11"    |
| 9. | Giacomo Nizzolo       | Włochy    | NTT Pro Cycling        | + 1' 15"    |
| 10. | Michael Matthews      | Australia | Team Sunweb            | + 1' 16"    |

### Etap 6

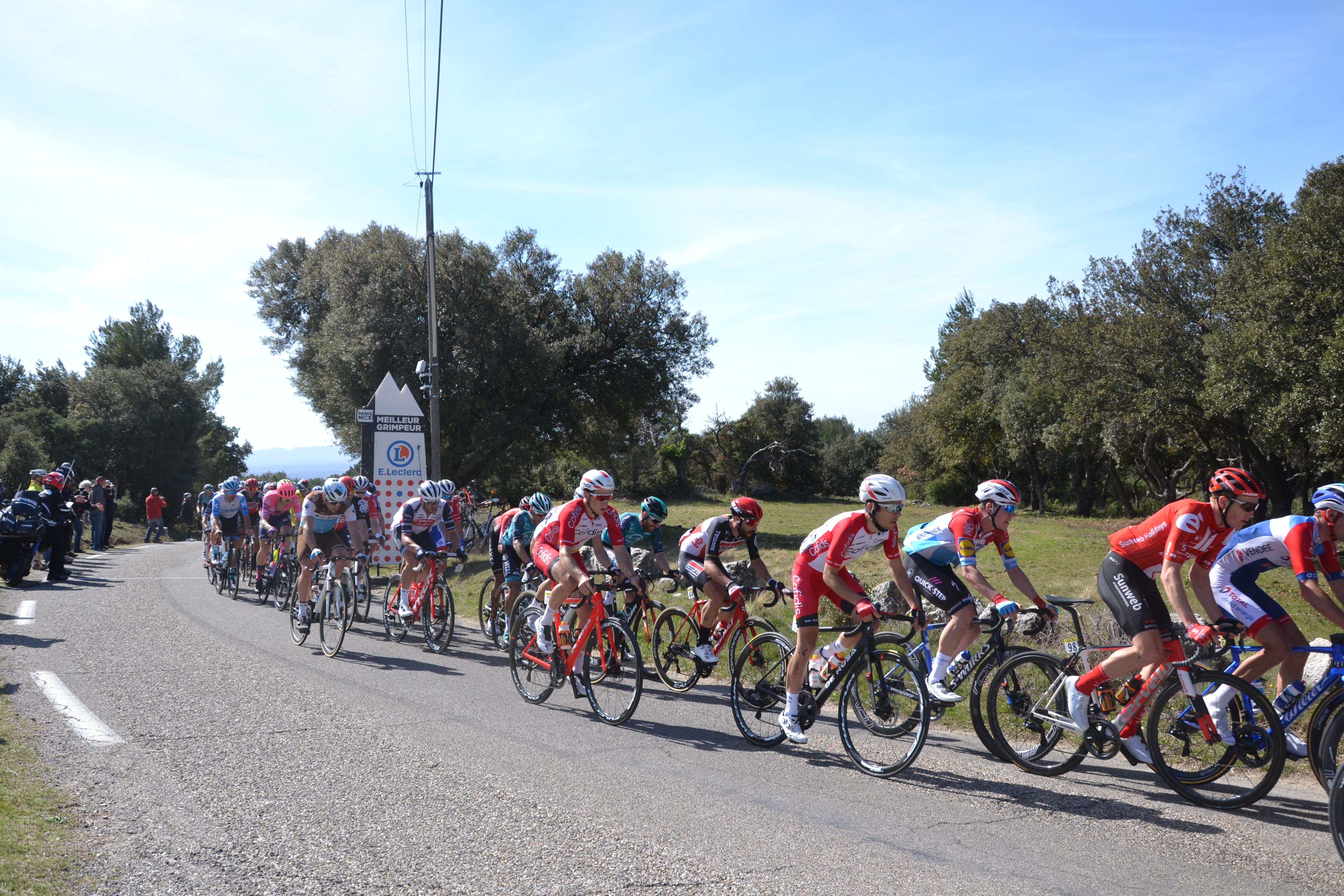
Peleton na trasie szóstego etapu

| \| Klasyfikacja etapu \| Klasyfikacja etapu \| Klasyfikacja etapu \| Klasyfikacja etapu \| Klasyfikacja etapu \| \| Kolarz \| Kolarz \| Państwo \| Drużyna \| Czas \| \| ------------------ \| ------------------ \| ------------------ \| --------------------- \| ------------------ \| \| 1. \| Tiesj Benoot \| Belgia \| Team Sunweb \| 3h 57' 02" \| \| 2. \| Michael Matthews \| Australia \| Team Sunweb \| + 22" \| \| 3. \| Sergio Higuita \| Kolumbia \| EF Pro Cycling \| + 22" \| \| 4. \| Bob Jungels \| Luksemburg \| Deceuninck-Quick Step \| + 22" \| \| 5. \| Julian Alaphilippe \| Francja \| Deceuninck-Quick Step \| + 22" \| \| 6. \| Vincenzo Nibali \| Włochy \| Trek-Segafredo \| + 22" \| \| 7. \| Thibaut Pinot \| Francja \| Groupama-FDJ \| + 22" \| \| 8. \| Guillaume Martin \| Francja \| Cofidis \| + 22" \| \| 9. \| Rudy Molard \| Francja \| Groupama-FDJ \| + 22" \| \| 10. \| Nairo Quintana \| Kolumbia \| Arkéa-Samsic \| + 22" \| |                    |            |                       |            |
| |                    |            |                       |            |
| Źródło: ProCyclingStats |                    |            |                       |            |
| Klasyfikacja etapu |                    |            |                       |            |
| Kolarz | Kolarz             | Państwo    | Drużyna               | Czas       |
| 1. | Tiesj Benoot       | Belgia     | Team Sunweb           | 3h 57' 02" |
| 2. | Michael Matthews   | Australia  | Team Sunweb           | + 22"      |
| 3. | Sergio Higuita     | Kolumbia   | EF Pro Cycling        | + 22"      |
| 4. | Bob Jungels        | Luksemburg | Deceuninck-Quick Step | + 22"      |
| 5. | Julian Alaphilippe | Francja    | Deceuninck-Quick Step | + 22"      |
| 6. | Vincenzo Nibali    | Włochy     | Trek-Segafredo        | + 22"      |
| 7. | Thibaut Pinot      | Francja    | Groupama-FDJ          | + 22"      |
| 8. | Guillaume Martin   | Francja    | Cofidis               | + 22"      |
| 9. | Rudy Molard        | Francja    | Groupama-FDJ          | + 22"      |
| 10. | Nairo Quintana     | Kolumbia   | Arkéa-Samsic          | + 22"      |

| \| Klasyfikacja generalna \| Klasyfikacja generalna \| Klasyfikacja generalna \| Klasyfikacja generalna \| Klasyfikacja generalna \| \| Kolarz \| Kolarz \| Państwo \| Drużyna \| Czas \| \| ---------------------- \| ---------------------- \| ---------------------- \| ---------------------- \| ---------------------- \| \| 1. \| Maximilian Schachmann \| Niemcy \| Bora-Hansgrohe \| 22h 46' 24" \| \| 2. \| Tiesj Benoot \| Belgia \| Team Sunweb \| + 36" \| \| 3. \| Sergio Higuita \| Kolumbia \| EF Pro Cycling \| + 1' 06" \| \| 4. \| Felix Großschartner \| Austria \| Bora-Hansgrohe \| + 1' 06" \| \| 5. \| Michael Matthews \| Australia \| Team Sunweb \| + 1' 10" \| \| 6. \| Vincenzo Nibali \| Włochy \| Trek-Segafredo \| + 1' 18" \| \| 7. \| Rudy Molard \| Francja \| Groupama-FDJ \| + 1' 29" \| \| 8. \| Thibaut Pinot \| Francja \| Groupama-FDJ \| + 1' 30" \| \| 9. \| Tanel Kangert \| Estonia \| EF Pro Cycling \| + 1' 52" \| \| 10. \| Julian Alaphilippe \| Francja \| Deceuninck-Quick Step \| + 2' 04" \| |                       |           |                       |             |
| |                       |           |                       |             |
| Źródło: ProCyclingStats |                       |           |                       |             |
| Klasyfikacja generalna |                       |           |                       |             |
| Kolarz | Kolarz                | Państwo   | Drużyna               | Czas        |
| 1. | Maximilian Schachmann | Niemcy    | Bora-Hansgrohe        | 22h 46' 24" |
| 2. | Tiesj Benoot          | Belgia    | Team Sunweb           | + 36"       |
| 3. | Sergio Higuita        | Kolumbia  | EF Pro Cycling        | + 1' 06"    |
| 4. | Felix Großschartner   | Austria   | Bora-Hansgrohe        | + 1' 06"    |
| 5. | Michael Matthews      | Australia | Team Sunweb           | + 1' 10"    |
| 6. | Vincenzo Nibali       | Włochy    | Trek-Segafredo        | + 1' 18"    |
| 7. | Rudy Molard           | Francja   | Groupama-FDJ          | + 1' 29"    |
| 8. | Thibaut Pinot         | Francja   | Groupama-FDJ          | + 1' 30"    |
| 9. | Tanel Kangert         | Estonia   | EF Pro Cycling        | + 1' 52"    |
| 10. | Julian Alaphilippe    | Francja   | Deceuninck-Quick Step | + 2' 04"    |

### Etap 7

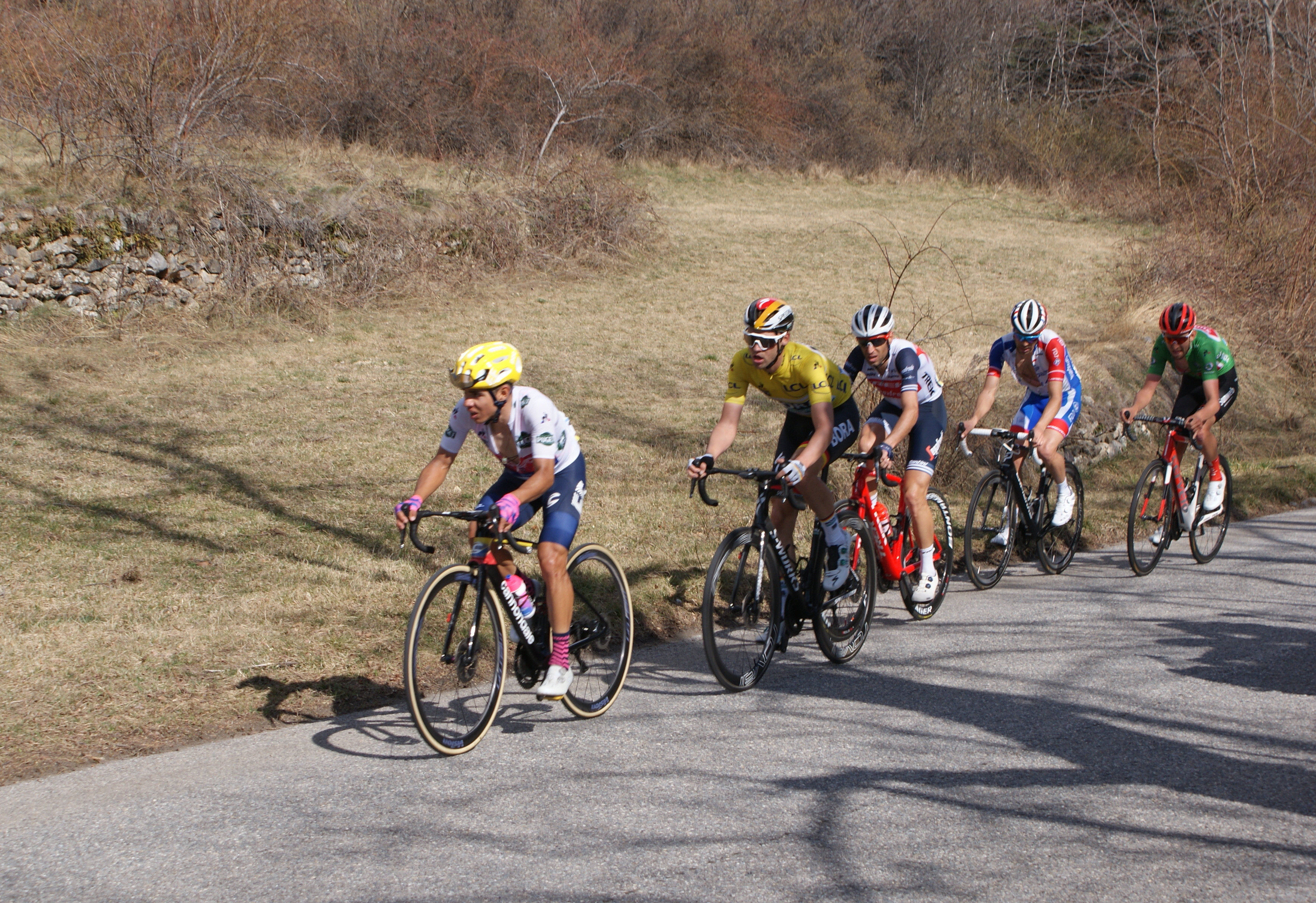
Kolarze na trasie siódmego etapu

| \| Klasyfikacja etapu \| Klasyfikacja etapu \| Klasyfikacja etapu \| Klasyfikacja etapu \| Klasyfikacja etapu \| \| Kolarz \| Kolarz \| Państwo \| Drużyna \| Czas \| \| ------------------ \| --------------------- \| ------------------ \| ------------------ \| ------------------ \| \| 1. \| Nairo Quintana \| Kolumbia \| Arkéa-Samsic \| 4h 27' 01" \| \| 2. \| Tiesj Benoot \| Belgia \| Team Sunweb \| + 46" \| \| 3. \| Thibaut Pinot \| Francja \| Groupama-FDJ \| + 56" \| \| 4. \| Sergio Higuita \| Kolumbia \| EF Pro Cycling \| + 56" \| \| 5. \| Vincenzo Nibali \| Włochy \| Trek-Segafredo \| + 56" \| \| 6. \| Maximilian Schachmann \| Niemcy \| Bora-Hansgrohe \| + 58" \| \| 7. \| Guillaume Martin \| Francja \| Cofidis \| + 1' 19" \| \| 8. \| Tanel Kangert \| Estonia \| EF Pro Cycling \| + 1' 22" \| \| 9. \| Romain Bardet \| Francja \| AG2R La Mondiale \| + 1' 32" \| \| 10. \| Rudy Molard \| Francja \| Groupama-FDJ \| + 1' 32" \| |                       |          |                  |            |
| |                       |          |                  |            |
| Źródło: ProCyclingStats |                       |          |                  |            |
| Klasyfikacja etapu |                       |          |                  |            |
| Kolarz | Kolarz                | Państwo  | Drużyna          | Czas       |
| 1. | Nairo Quintana        | Kolumbia | Arkéa-Samsic     | 4h 27' 01" |
| 2. | Tiesj Benoot          | Belgia   | Team Sunweb      | + 46"      |
| 3. | Thibaut Pinot         | Francja  | Groupama-FDJ     | + 56"      |
| 4. | Sergio Higuita        | Kolumbia | EF Pro Cycling   | + 56"      |
| 5. | Vincenzo Nibali       | Włochy   | Trek-Segafredo   | + 56"      |
| 6. | Maximilian Schachmann | Niemcy   | Bora-Hansgrohe   | + 58"      |
| 7. | Guillaume Martin      | Francja  | Cofidis          | + 1' 19"   |
| 8. | Tanel Kangert         | Estonia  | EF Pro Cycling   | + 1' 22"   |
| 9. | Romain Bardet         | Francja  | AG2R La Mondiale | + 1' 32"   |
| 10. | Rudy Molard           | Francja  | Groupama-FDJ     | + 1' 32"   |

| \| Klasyfikacja generalna \| Klasyfikacja generalna \| Klasyfikacja generalna \| Klasyfikacja generalna \| Klasyfikacja generalna \| \| Kolarz \| Kolarz \| Państwo \| Drużyna \| Czas \| \| ---------------------- \| ---------------------- \| ---------------------- \| ---------------------- \| ---------------------- \| \| 1. \| Maximilian Schachmann \| Niemcy \| Bora-Hansgrohe \| 27h 14' 23" \| \| 2. \| Tiesj Benoot \| Belgia \| Team Sunweb \| + 18" \| \| 3. \| Sergio Higuita \| Kolumbia \| EF Pro Cycling \| + 59" \| \| 4. \| Vincenzo Nibali \| Włochy \| Trek-Segafredo \| + 1' 16" \| \| 5. \| Thibaut Pinot \| Francja \| Groupama-FDJ \| + 1' 24" \| |                       |          |                |             |
| |                       |          |                |             |
| Źródło: ProCyclingStats |                       |          |                |             |
| Klasyfikacja generalna |                       |          |                |             |
| Kolarz | Kolarz                | Państwo  | Drużyna        | Czas        |
| 1. | Maximilian Schachmann | Niemcy   | Bora-Hansgrohe | 27h 14' 23" |
| 2. | Tiesj Benoot          | Belgia   | Team Sunweb    | + 18"       |
| 3. | Sergio Higuita        | Kolumbia | EF Pro Cycling | + 59"       |
| 4. | Vincenzo Nibali       | Włochy   | Trek-Segafredo | + 1' 16"    |
| 5. | Thibaut Pinot         | Francja  | Groupama-FDJ   | + 1' 24"    |

## Klasyfikacje końcowe

### Klasyfikacja generalna
| \| Klasyfikacja generalna \| Klasyfikacja generalna \| Klasyfikacja generalna \| Klasyfikacja generalna \| Klasyfikacja generalna \| \| Kolarz \| Kolarz \| Państwo \| Drużyna \| Czas \| \| ---------------------- \| ---------------------- \| ---------------------- \| ---------------------- \| ---------------------- \| \| 1. \| Maximilian Schachmann \| Niemcy \| Bora-Hansgrohe \| 27h 14' 23" \| \| 2. \| Tiesj Benoot \| Belgia \| Team Sunweb \| + 18" \| \| 3. \| Sergio Higuita \| Kolumbia \| EF Pro Cycling \| + 59" \| \| 4. \| Vincenzo Nibali \| Włochy \| Trek-Segafredo \| + 1' 16" \| \| 5. \| Thibaut Pinot \| Francja \| Groupama-FDJ \| + 1' 24" \| \| 6. \| Nairo Quintana \| Kolumbia \| Arkéa-Samsic \| + 1' 30" \| \| 7. \| Rudy Molard \| Francja \| Groupama-FDJ \| + 2' 03" \| \| 8. \| Tanel Kangert \| Estonia \| EF Pro Cycling \| + 2' 16" \| \| 9. \| Felix Großschartner \| Austria \| Bora-Hansgrohe \| + 3' 39" \| \| 10. \| Søren Kragh Andersen \| Dania \| Team Sunweb \| + 4' 36" \| |                       |          |                |             |
| |                       |          |                |             |
| Źródło: ProCyclingStats |                       |          |                |             |
| Klasyfikacja generalna |                       |          |                |             |
| Kolarz | Kolarz                | Państwo  | Drużyna        | Czas        |
| 1. | Maximilian Schachmann | Niemcy   | Bora-Hansgrohe | 27h 14' 23" |
| 2. | Tiesj Benoot          | Belgia   | Team Sunweb    | + 18"       |
| 3. | Sergio Higuita        | Kolumbia | EF Pro Cycling | + 59"       |
| 4. | Vincenzo Nibali       | Włochy   | Trek-Segafredo | + 1' 16"    |
| 5. | Thibaut Pinot         | Francja  | Groupama-FDJ   | + 1' 24"    |
| 6. | Nairo Quintana        | Kolumbia | Arkéa-Samsic   | + 1' 30"    |
| 7. | Rudy Molard           | Francja  | Groupama-FDJ   | + 2' 03"    |
| 8. | Tanel Kangert         | Estonia  | EF Pro Cycling | + 2' 16"    |
| 9. | Felix Großschartner   | Austria  | Bora-Hansgrohe | + 3' 39"    |
| 10. | Søren Kragh Andersen  | Dania    | Team Sunweb    | + 4' 36"    |

### Klasyfikacja punktowa
| Klasyfikacja punktowa | Klasyfikacja punktowa | Klasyfikacja punktowa | Klasyfikacja punktowa | Klasyfikacja punktowa |
| Kolarz                | Kolarz                | Państwo               | Drużyna               | Punkty                |
| --------------------- | --------------------- | --------------------- | --------------------- | --------------------- |
| 1.                    | Tiesj Benoot          | Belgia                | Team Sunweb           | 43 pkt                |
| 2.                    | Maximilian Schachmann | Niemcy                | Bora-Hansgrohe        | 38 pkt                |
| 3.                    | Sergio Higuita        | Kolumbia              | EF Pro Cycling        | 28 pkt                |
| 4.                    | Julian Alaphilippe    | Francja               | Deceuninck-Quick Step | 22 pkt                |
| 5.                    | Nairo Quintana        | Kolumbia              | Arkéa-Samsic          | 16 pkt                |
| 6.                    | Michael Matthews      | Australia             | Team Sunweb           | 16 pkt                |
| 7.                    | Søren Kragh Andersen  | Dania                 | Team Sunweb           | 15 pkt                |
| 8.                    | Vincenzo Nibali       | Włochy                | Trek-Segafredo        | 15 pkt                |
| 9.                    | Andrea Pasqualon      | Włochy                | Circus-Wanty Gobert   | 14 pkt                |
| 10.                   | Thibaut Pinot         | Francja               | Groupama-FDJ          | 13 pkt                |

### Klasyfikacja górska
| Klasyfikacja górska | Klasyfikacja górska  | Klasyfikacja górska | Klasyfikacja górska      | Klasyfikacja górska |
| Kolarz              | Kolarz               | Państwo             | Drużyna                  | Punkty              |
| ------------------- | -------------------- | ------------------- | ------------------------ | ------------------- |
| 1.                  | Nicolas Edet         | Francja             | Cofidis                  | 53 pkt              |
| 2.                  | Tiesj Benoot         | Belgia              | Team Sunweb              | 19 pkt              |
| 3.                  | Thomas De Gendt      | Belgia              | Lotto-Soudal             | 18 pkt              |
| 4.                  | Julian Alaphilippe   | Francja             | Deceuninck-Quick Step    | 16 pkt              |
| 5.                  | Anthony Perez        | Francja             | Cofidis                  | 15 pkt              |
| 6.                  | Nairo Quintana       | Kolumbia            | Arkéa-Samsic             | 10 pkt              |
| 7.                  | Søren Kragh Andersen | Dania               | Team Sunweb              | 8 pkt               |
| 8.                  | José Manuel Díaz     | Hiszpania           | Nippo-Delko One Provence | 7 pkt               |
| 9.                  | Vincenzo Nibali      | Włochy              | Trek-Segafredo           | 6 pkt               |
| 10.                 | Thibaut Pinot        | Francja             | Groupama-FDJ             | 6 pkt               |

### Klasyfikacja młodzieżowa
| Klasyfikacja młodzieżowa | Klasyfikacja młodzieżowa | Klasyfikacja młodzieżowa | Klasyfikacja młodzieżowa         | Klasyfikacja młodzieżowa |
| Kolarz                   | Kolarz                   | Państwo                  | Drużyna                          | Czas                     |
| ------------------------ | ------------------------ | ------------------------ | -------------------------------- | ------------------------ |
| 1.                       | Sergio Higuita           | Kolumbia                 | EF Pro Cycling                   | 27h 15' 22"              |
| 2.                       | Aurélien Paret-Peintre   | Francja                  | AG2R La Mondiale                 | + 15' 28"                |
| 3.                       | Kasper Asgreen           | Dania                    | Deceuninck-Quick Step            | + 25' 57"                |
| 4.                       | Cees Bol                 | Holandia                 | Team Sunweb                      | + 31' 02"                |
| 5.                       | Connor Swift             | Wielka Brytania          | Arkéa-Samsic                     | + 38' 48"                |
| 6.                       | José Manuel Díaz         | Hiszpania                | Nippo-Delko One Provence         | + 39' 14"                |
| 7.                       | Chris Hamilton           | Australia                | Team Sunweb                      | + 43' 02"                |
| 8.                       | Piet Allegaert           | Belgia                   | Cofidis                          | + 50' 56"                |
| 9.                       | Cyril Barthe             | Francja                  | B&B Hotels-Vital Concept p/b KTM | + 54' 24"                |

### Klasyfikacja drużynowa
| Klasyfikacja drużynowa | Klasyfikacja drużynowa | Klasyfikacja drużynowa | Klasyfikacja drużynowa |
| Drużyna                | Drużyna                | Państwo                | Czas                   |
| ---------------------- | ---------------------- | ---------------------- | ---------------------- |
| 1.                     | Team Sunweb            | Niemcy                 | 81h 52' 39"            |
| 2.                     | Groupama-FDJ           | Francja                | + 3' 25"               |
| 3.                     | Trek-Segafredo         | Stany Zjednoczone      | + 9' 19"               |
| 4.                     | Lotto Soudal           | Belgia                 | + 15' 31"              |
| 5.                     | EF Pro Cycling         | Stany Zjednoczone      | + 19' 17"              |
| 6.                     | Deceuninck-Quick Step  | Belgia                 | + 21' 06"              |
| 7.                     | Bora-Hansgrohe         | Niemcy                 | + 24' 38"              |
| 8.                     | Circus-Wanty Gobert    | Belgia                 | + 30' 51"              |
| 9.                     | AG2R La Mondiale       | Francja                | + 33' 41"              |
| 10.                    | Arkéa-Samsic           | Francja                | + 43' 03"              |